# Igreja de Nossa Senhora de Fátima (Macau)
A Igreja de Nossa Senhora de Fátima foi construída em 1929 e reconstruída em 1967. Este local de culto católico situa-se numa zona calma por trás de portões de ferro forjado. Uma escadaria larga conduz à igreja espaçosa e de estilo moderno. Possui uma grande torre quadrada de 2 sinos. As paredes laterais são decorados por painéis de vitral. No altar-mor, de cor vermelha, encontra-se uma grande cruz de madeira.
Ela é a igreja matriz da Paróquia de Nossa Senhora de Fátima, uma das 6 paróquias da Diocese de Macau. Ela serve a comunidade católica do Bairro Tamagnini Barbosa, bem como todo o Norte da Cidade. Esta zona é a mais populosa de Macau e é habitada maioritariamente por pobres, trabalhadores estrangeiros e emigrantes.